# Skorvehallet
Die Skorvehallet (norwegisch für Klippenhang) ist ein verschneiter Eishang mit zahlreichen Felsvorsprüngen im ostantarktischen Königin-Maud-Land. In der Orvinfjella liegt er unmittelbar westlich des Gagaringebirges.
Norwegische Kartographen, die ihn auch benannten, kartierten ihn anhand von Vermessungen und Luftaufnahmen der Dritten Norwegischen Antarktisexpedition (1956–1960).